# Municipio Jonuta
Koordinaten: 18° 5′ N, 92° 8′ W
Das Municipio Jonuta ist ein ca. 1575 km² umfassendes und etwa 32.000 Einwohner zählendes Municipio im Bundesstaat Tabasco im Südosten Mexikos. Es umfasst neben dem Hauptort Jonuta mehrere kleinere Dörfer (ejidos) und Einzelgehöfte (ranchos).

## Lage
Das nur etwa 5 bis 10 m hoch gelegene Municipio Jonuta liegt am Río Usumacinta, dem wasserreichsten Fluss Mexikos; Teile des Municipios gehören zum sumpfigen Biosphärenreservat der Pantanos de Centla. Im Osten grenzt Jonuta an den zu Yucatán gehörenden Bundesstaat Campeche. Die Küste des nördlich gelegenen Golfs von Mexiko, der in hohem Maße das Klima der Region bestimmt, ist nur etwa 50 bis 80 km (Luftlinie) entfernt.

## Bevölkerung
Die Bevölkerung bestand ursprünglich aus Chontal-Maya, doch sind im Zuge der Erschließung und wirtschaftlichen Entwicklung der Region zahlreiche Neusiedler aus anderen Teilen des Landes hinzugekommen.

## Wirtschaft
Das Municipio ist hauptsächlich geprägt durch die Rinderzucht. Es gibt aber auch größere Anbauflächen für Mais, Reis, Hirse und Bohnen. Seit dem ausgehenden 20. Jahrhundert spielt die Fischzucht eine immer größer werdende Rolle.

## Geschichte
Das Gebiet ist in geringem Umfang schon lange besiedelt, denn auf dem Gemeindegebiet wurden zahlreiche Keramiken (Vasen, Schalen, Figurinen) aus der Zeit des 8. bis 13. Jahrhunderts gefunden. Die spanischen Eroberer kümmerten sich nur wenig um das schwülfeuchte Gebiet. Eine bedeutende Entwicklung fand erst in der 2. Hälfte des 20. Jahrhunderts statt.

## Sehenswürdigkeiten
Das flache sumpfige und schwülwarme Gebiet bietet außer für Vogelkundler kaum Interessantes. Kulturelle Sehenswürdigkeiten befinden sich in der Kleinstadt Jonuta:
- Unter einem ca. 15 m hohen Erdhügel inmitten des Ortes befinden sich die bei einer Grabungskampagne im Jahr 1931 ergrabenen Maya-Relikte, die heute größtenteils im Penn Museum in Philadelphia, USA, zu sehen sind.
- Die von zwei Glockentürmen aus Betonpfeilern begleitete Iglesia de Nuestra Senora de Salud mit ihrer zentralen Kuppel ist die Hauptkirche des Ortes und der Region.
- Das im Jahr 1985 eingeweihte Museo Arqueológico trägt den Namen des Sammlers Prof. Omar Huerta Escalante und präsentiert zahlreiche vorspanische Fundstücke.